# Dull Boy
«Dull Boy» es el primer sencillo del álbum By the People, For the People.
Al comienzo de la canción, Chad Gray dice una frase "All work and no play makes me a dull boy". Esta es una referencia a la película The Shining; la banda ha dicho en varias entrevistas que son fanáticos del director de este largometraje.
- Datos: Q5313430